# 羅伯茲山麓冰川
69°0′S 70°20′W / 69.000°S 70.333°W
羅伯茲山麓冰川（英語：Roberts Ice Piedmont）是南極洲的山麓冰川，位於亞歷山大一世島東北端，長37公里、寬28公里，處於加萊山以北，現時由南極條約體系管理。